# Dosidicus gigas
Dosidicus gigas е вид главоного от семейство Ommastrephidae.

## Разпространение и местообитание
Този вид е разпространен в Гватемала, Еквадор, Канада, Колумбия, Коста Рика, Мексико, Никарагуа, Панама, Перу, Салвадор, САЩ (Аляска), Хондурас и Чили.
Обитава крайбрежията на океани и заливи в райони с тропически и умерен климат. Среща се на дълбочина от 15 до 750 m, при температура на водата от 3,7 до 26 °C и соленост 33,4 – 34,3 ‰.